# Sviny u Křižanova
Sviny (deutsch Swiny) ist eine Gemeinde in Tschechien. Sie liegt fünf Kilometer östlich von Velké Meziříčí und gehört zum Okres Žďár nad Sázavou.

## Geographie
Sviny befindet sich in der zur Böhmisch-Mährischen Höhe gehörigen Křižanovská vrchovina (Krischanauer Bergland). Südlich erhebt sich der Ambrožný (640 m) und im Osten der Vymyslík (560 m). Nördlich des Dorfes vereinigen sich die Eisenbahnstrecken von Brünn und Velké Meziříčí nach Žďár nad Sázavou. Im Osten liegt auf den Fluren von Kadolec der Sportflugplatz Křižanov. Südöstlich befindet sich das Quellgebiet der Bítýška.
Nachbarorte sind Kozlov im Norden, Křižanov im Nordosten, Kadolec im Osten, Ořechov und Ronov im Südosten, Březejc im Süden, Kúsky und Lhotky im Südwesten, Martinice im Westen sowie Vídeň im Nordwesten.

## Geschichte

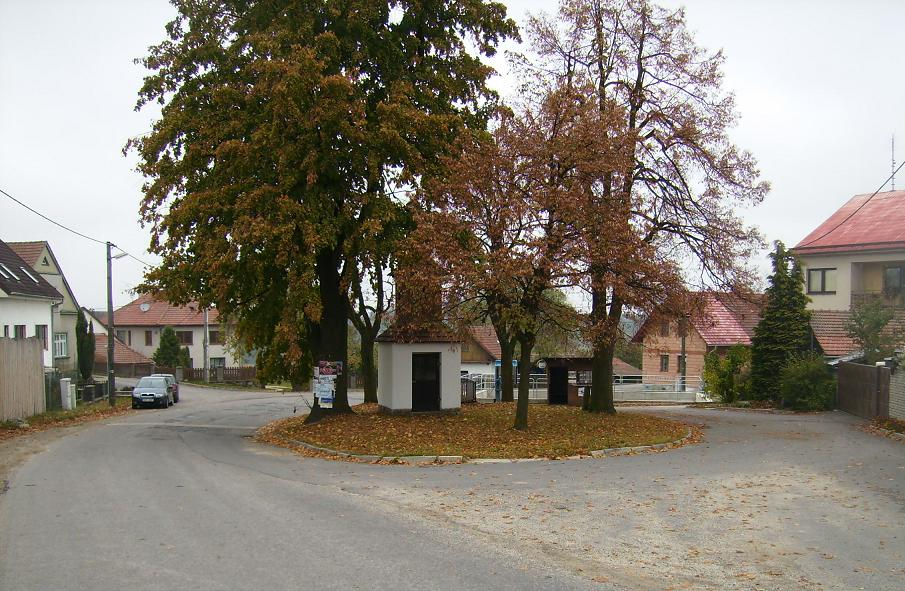
Glockenturm am Dorfplatz

Die erste Erwähnung des Dorfes erfolgte im Jahre 1368. Zu dieser Zeit gehörten neun Hufen von Sviny zur Unterstadt von Chrysan und damit zur Herrschaft Meziříčí. Markgraf Johann Heinrich hatte die Brüder Jan und Vznata von Křižanov mit diesem Teil des Dorfes belehnt. Zu Beginn des 15. Jahrhunderts erwarb das Geschlecht von Kozlov den Ort und ab 1493 gehörte Sviny Vratislav dem Älteren von Pernstein. 1539 wurde Sviny dem Städtchen Krisans zehntpflichtig. Seit 1678 ist ein Ortssiegel nachweislich.
Nach der Aufhebung der Patrimonialherrschaften bildete Kadolec ab 1850 einen Ortsteil des Marktes Křižanov in der Bezirkshauptmannschaft Groß Meseritsch. 1884 entstand die politische Gemeinde Sviny. Nach der Aufhebung des Okres Velké Meziříčí kam die Gemeinde zu Beginn des Jahres 1961 zum Okres Žďár nad Sázavou. 1976 wurde Sviny erneut nach Křižanov eingemeindet. Seit 1990 besteht die Gemeinde wieder.

## Ortsgliederung
Für die Gemeinde Sviny sind keine Ortsteile ausgewiesen.

## Sehenswürdigkeiten
- Glockenturm am Dorfplatz